# Nathalie Kovanko
Nathalie Kovanko (russisch Наталья Ивановна Кованько Natalja Iwanowna Kowanko; * 13. September 1899 in Jalta, Russisches Kaiserreich; † 23. Mai 1967 in Kiew, Sowjetunion) war eine russische Stummfilmschauspielerin.

## Leben
Die von der Krim stammende Natalja Kowanko gehörte einer Schauspieler-Familie an. Unmittelbar vor der Oktoberrevolution begann sie 17-jährig zu filmen und erhielt ihre gesamte, kurze Karriere lang nahezu ausschließlich Rollen in Inszenierungen ihres späteren Ehemanns Viktor Tourjansky. Um 1919/20 floh das Ehepaar nach Westeuropa, ließ sich in Frankreich nieder und setzte dort die Filmarbeit fort. 
Wenig später erreichte auch Kovankos Bruder Boris de Fast die französische Hauptstadt und wurde dort ebenfalls von Tourjansky mit Filmrollen und anderen Aufgaben bedacht. Nach einer Verfilmung des beliebten Abenteuerstoffs “Der Kurier des Zaren”, in dem sie die weibliche Hauptrolle der Nadia Fedor erhielt, zog sich Nathalie Kovanko aus dem Filmgeschäft zurück. Nach ihrer Scheidung von Tourjansky ging Kovanko wieder in die Sowjetunion und ließ sich in der ukrainischen Hauptstadt Kiew nieder.

## Filmografie
- 1917: Ostrow zabenja
- 1917: Prazdnik notschi
- 1918: Skerzo diavola
- 1918: Surogati ljubwi
- 1918: Obmanutaja Eva
- 1919: Irene Negludow
- 1919: Balkospaden
- 1920: L’ordonnance
- 1921: Arabische Nächte (Les contes des milles et une nuits)
- 1922: Karnevalsnacht (La nuit de carnaval)
- 1922: Jean d‘Algrèver
- 1923: Die Liebe triumphiert (Le chant de l’amour triomphant)
- 1923: Zwiespalt der Herzen (Calvaire d’amour)
- 1924: Karnevalsrausch (La dame masquée)
- 1924: Der galante Prinz (Le prince charmant)
- 1926: Der Kurier des Zaren (Michel Strogoff)
- 1934: Der falsche Zar von Kasan (Volga en flammes)